# Barrio Bella Vista (Córdoba)
Bella Vista es un populoso barrio ubicado hacia el sur de Ciudad de Córdoba (Argentina). Junto con el Bº Güemes es una de las zonas más antiguas de la ciudad capital, y que al mismo tiempo se la vio crecer.
Este barrio está comprendido por el norte por la Av.Julio A.Roca mientras que el límite sur lo marca el La Cañada como por el este; el límite oeste lo marca la calle La Pampa.

## Toponimia
Se cree que el nombre del barrio nació por una de las características que se presentan aún desde que se creó, la de la vista de 180° hacia el sur, este y norte, ya que se encuentra en una barranca formada por el arroyo La Cañada y permite, por ejemplo, la vista del populoso barrio Nueva Córdoba, la Torre Ángela y de los vecinos barrios de Cáseres y Colinas de Vélez Sársfield.

## Límites
Los límites del barrio son:
- Norte: Avenida Julio A.Roca
- Sur: Arroyo La Cañada
- Este: Arroyo La Cañada
- Oeste: calle La Pampa

## Historia
Según registros, este barrio nació en la década de 1890. Su crecimiento fue muy lento, ya que se encontraba alejado de la comunicación con el resto de la ciudad, a pesar de las cercanías con el centro local.
Con llegada del calicanto de La Cañada y de algunas carretas, empezó a crecer lo que en ese momento era considerado el actual barrio, como un pequeño pueblo periférico. Así se fueron creando más barrios y zonas de urbanización alrededor de Bella Vista, que quedó cercada por otros barrios y se expandió hasta el Centro.
Uno de los iconos locales era el tranvía que bajaba por la Av.Julio A.Roca y doblaba hacia la Costanera del arroyo. A lo largo de su historia, esta avenida y otros factores le dieron diferentes nombres a este sector:
- Pueblo de Bella Vista

- Pueblo Nuevo- Actualmente BºGüemes y Bella Vista

- Punta del Calicanto- Actualmente el sur del barrio porque, hasta hace cuatro décadas, el calicanto de La Cañada comenzaba allí, luego extendido hasta el Puente Tronador.

- Altos de Los Josefinos- Actual Barrio Güemes y Bella Vista.

- Bajada San Roque- Así se llamaban las manzanas cercanas en las márgenes a la actual Julio A.Roca, aún existe ese barrio, pero con menores dimensiones.

- La Puñalada- Actualmente sector comprendido por el sur de BºGüemes y norte de Bella Vista.

Con el paso del tiempo, la Municipalidad de Córdoba fue oficializando otros nombres a algunos sectores del barrio, hasta dejarlo dividido en tres partes: Bº Bella Vista, Bº Bella Vista Oeste y B° Colinas de Bella Vista.

## Actualidad

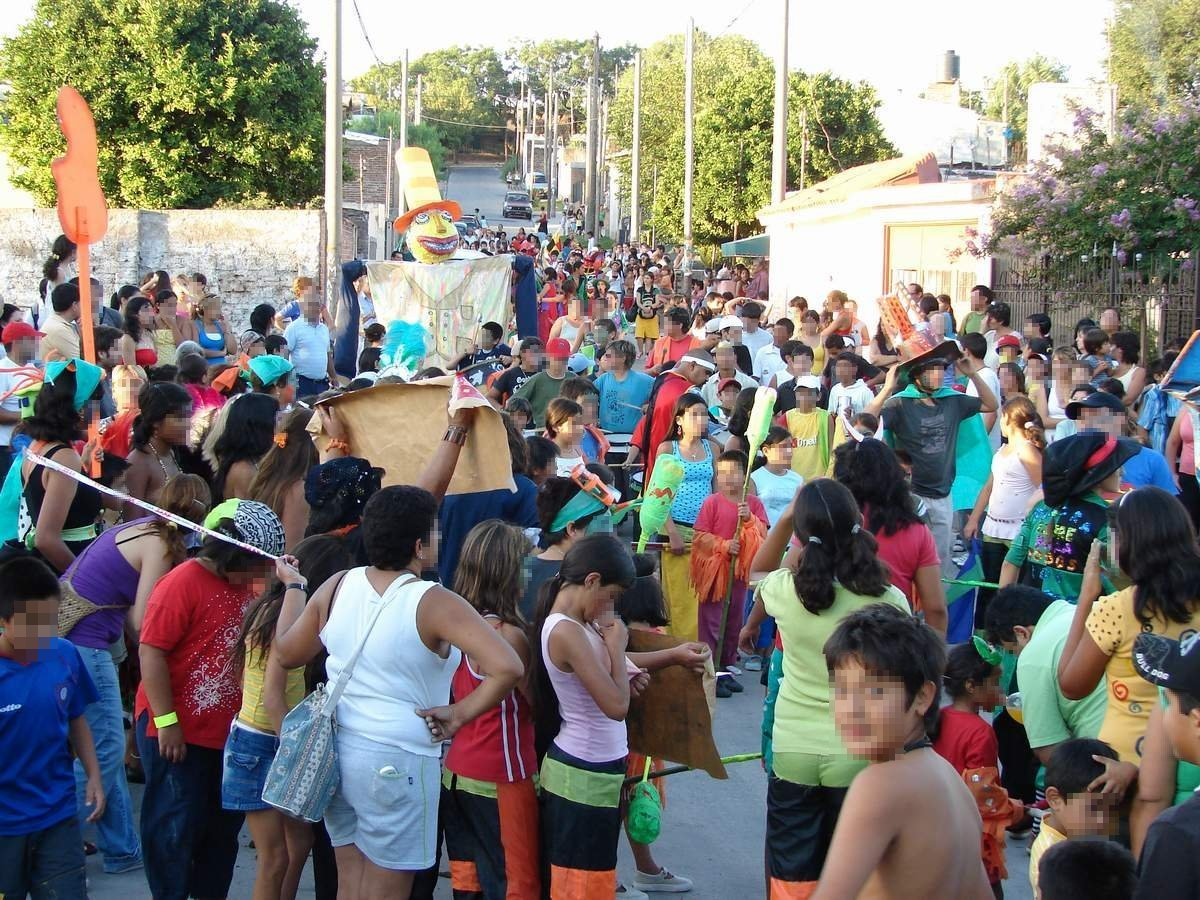

Actualmente el populoso barrio es considerado uno de los más peligrosos de la ciudad por el índice de delincuencia que presenta, a lo cual le da mala fama por esa parte.
Pero el Carnaval de Bella Vista realizado por la vecinal con la participación de la Biblioteca Popular barrial y los colores del Club Atlético Bella Vista le dan el orgullo al barrio cordobés.

## Transporte
Véase:Anexo:Recorrido de colectivos en la Ciudad de Córdoba (Argentina)
La arteria principal de ingreso a Bella Vista es la Av.Elpidio González, por donde ingresan la mayoría de las líneas que pasan por el barrio.

### Desde el Centro
La línea 61 de la empresa Coniferal entra desde Avenida Julio A.Roca por Elpidio González donde gira por calle Fuencarral hasta La Pampa para seguir su ruta. La línea 35 de la empresa Autobuses Santa Fe ingresa por Fuencarral para luego girar hacia el sur por Av.Elpidio González. Mientras que las líneas 65 de Coniferal y Trole C de T.A.M.S.E. pasan solo por Av. Julio A.Roca

### Hacia el Centro
El 61 dobla desde calle Alcalá a Av.Elpidio González para poder girar por Av.Julio A.Roca hacia el centro, mientras el corredor 41 desde Elpidio González gira por la Cañada. El trole C y la línea 65 vuelven al centro por Julio A.Roca
El caso excepcional la línea 500 baja por Alcalá hasta Elpidio González para girar en dirección oeste (como quien se va hacia Carlos Paz) para seguir su ruta, en cambio la línea 501 hace el sentido inverso.